# Bassus armeniacus
Bassus armeniacus är en stekelart som först beskrevs av Telenga 1955.  Bassus armeniacus ingår i släktet Bassus och familjen bracksteklar. Inga underarter finns listade.